# Soulburner
Soulburner — другий повноформатний альбом шведського гурту Gardenian, виданий 23 серпня 1999 року лейблом Nuclear Blast. Альбом було записано на Studio Fredman, аранжуванням вокалу займався Патрік Єркстен. Мастеринг диску виконано на Digital Fabriken.
Дизайном обкладинки, буклета та нового логотипа гурту займався відомий шведський майстер, що спеціалізується на оформленні продукції метал-гуртів, гітарист Dark Tranquillity Ніклас Сундін. Моделлю для обкладинки альбому стала Франциска Шоттнер, фотографія якої була зроблена Дані Леопольдом.
Soulburner став останнім альбомом гурту, записаним разом з басистом Гоканом Скугером, який залишив колектив, аби зочередити власні зусилля на своєму новому проекті Headplate.

## Список пісень
| #   | Назва                      | Автор слів     | Тривалість |
| --- | -------------------------- | -------------- | ---------- |
| 1.  | «As a True King»           | Челль          | 3:21       |
| 2.  | «Powertool»                | Челль, Енгелін | 4:38       |
| 3.  | «Deserted»                 | Челль          | 2:58       |
| 4.  | «Soulburner»               | Челль          | 4:09       |
| 5.  | «If Tomorrow's Gone»       | Челль          | 4:37       |
| 6.  | «Small Electric Space»     | Челль          | 5:25       |
| 7.  | «Chaos in Flesh»           | Челль          | 4:09       |
| 8.  | «Ecstasy of Life»          | Челль          | 3:43       |
| 9.  | «Tell the World I'm Sorry» | Енгелін        | 5:44       |
| 10. | «Loss»                     | Челль          | 2:13       |
| 11. | «Black Days»               | Челль          | 6:26       |

## Список учасників
Учасники гурту
- Джим Челль — гітара / вокал
- Ніклас Енгелін — гітара
- Гокан Скугер — бас-гітара
- Тім Блум — ударні

Запрошені музиканти
- Ерік Гоук — чистий вокал
- Сабріна Чільстранд — жіночий вокал
- Томас Фредрікссон — клавішні